# 36672 Sidi
36672 Sidi este un asteroid din centura principală de asteroizi.

## Descriere
36672 Sidi este un asteroid din centura principală de asteroizi. A fost descoperit pe 21 august 2000 la Stația Anderson Mesa în cadrul programului LONEOS. El prezintă o orbită caracterizată de o semiaxă mare de 2,68 ua, o excentricitate de 0,10 și o înclinație de 1,9° în raport cu ecliptica.